# 凯蒂·德鲁夫
凯蒂·德鲁夫（英語：Catie DeLoof，1997年2月12日—）是一名美国女子游泳运动员，来自密歇根州格羅斯波因特，主攻自由泳。她的两个姐姐Ali和加比，以及妹妹Jackie都是游泳运动员。她于2015年进入密歇根大学文学、科学与艺术学院，并在2015年至2019年间代表该校校队参加校际比赛。